# Manala Manzini
Manala Manzini (* 9. März 1955 im späteren Soweto) war 2005 bis 2009 Chef des ehemaligen südafrikanischen Geheimdienstes National Intelligence Agency. 

## Leben
Manzini wurde am 9. März 1955 im späteren Soweto geboren.
Er schloss 1975 die Meadowlands High School ab. Anschließend studierte er an der University of Zululand und warb dort Mitglieder für den African National Congress (ANC). Er beteiligte sich 1976 am Aufstand in Soweto. Im September wurde er informiert, dass die südafrikanische Regierung von seinen Aktivitäten wusste, und ging daraufhin ins Exil nach Sambia. An der dortigen University of Zambia studierte er Öffentliche Verwaltung und Politik (Public Administration and Politics). Er verließ die Universität 1980 mit einem Bachelor. In den 1980er Jahren wurde Manzini von Oliver Tambo zum Leiter des ANC in Tansania bestimmt und blieb dies bis 1991. 1991 ging er an die University of Liverpool, die er 1992 mit einem Master in öffentlicher Verwaltung abschloss. 1993 wurde Manala Manzini Mitarbeiter im Büro von Nelson Mandela im Bereich der Sicherheitsaufgaben. Mit der Bildung der National Intelligence Agency im Jahr 1994 wurde er deren Mitarbeiter. In deren Auftrag ging er im Jahr 2000 als Diplomat in die USA. 2002 wurde er zum stellvertretenden Generaldirektor (Deputy Director General) in der Technical Collection Division des Geheimdienstes. Im Oktober 2005 wurde Manzini Nachfolger von Billy Masetlha als Generaldirektor der National Intelligence Agency. 2009 verlor er sein Amt und ist seitdem als Berater tätig. 2015 wurde er beschuldigt, während seiner Amtszeit für Korruption verantwortlich gewesen zu sein.
Manala Manzini ist verheiratet und hat vier Kinder.